# Laphria vultur
Laphria vultur är en tvåvingeart som beskrevs av Osten Sacken 1877. Laphria vultur ingår i släktet Laphria och familjen rovflugor. Inga underarter finns listade i Catalogue of Life.